# Agustí Prim i Tarragó
Agustí Prim i Tarragó (Lleida, 1839 - 1904) fou un historiador i poeta lleidatà.
A banda de la seva producció historiogràfica, cal destacar la seva poesia humorística, publicada a la revista El Pallaresa des de 1895, entre les quals destaca "Veritable relació de les grandioses fires de Lleida de l'any 1896". També va ser funcionari de la Diputació de Lleida.

## Obra
- Noticias sobre la beneficencia pública en Lérida (1891)
- Cosas viejas de Lérida (1893)[3]
- Nuevo nomenclátor de los pueblos de la provincia de Lérida (1896)
- Gente de Lérida (1901)
- Datos Hidrográficos de la Provincia de Lérida (1903)[2]